# Heversham
Heversham är en by och en civil parish i Cumbria, England. Orten har 647 invånare (2001). Den har en kyrka.